# Rhythm Inside (Loïc Nottet)

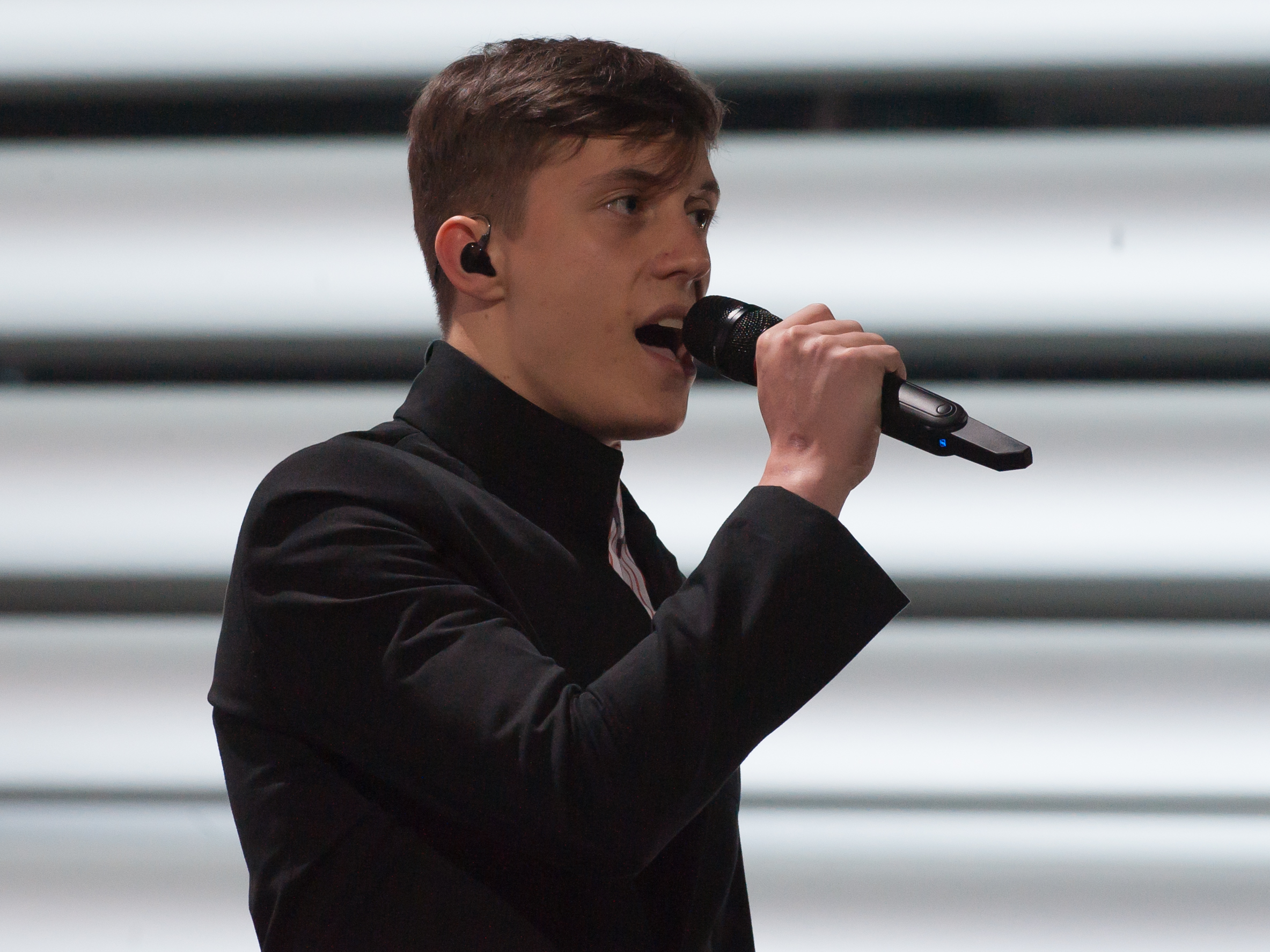
Loïc Nottet op het songfestival

Rhythm Inside is een single van de Belgische zanger Loïc Nottet. Het nummer is geschreven door Beverly Jo Scott en gecomponeerd door Loïc Nottet zelf. Het was de Belgische inzending voor het Eurovisiesongfestival 2015 in Wenen, Oostenrijk. Loïc werd 4e in de grote finale, op 27 deelnemers (40 in totaal). Winnaar werd Zweden, gevolgd door Rusland en Italië.
Het nummer stond vier weken op 1 in de Ultratop 50, en werd bekroond met een gouden plaat.

## Hitlijsten

### VlaamseUltratop 50
| Hitnotering: 30-05-2015 tot 22-08-2015 | Hitnotering: 30-05-2015 tot 22-08-2015 | Hitnotering: 30-05-2015 tot 22-08-2015 | Hitnotering: 30-05-2015 tot 22-08-2015 | Hitnotering: 30-05-2015 tot 22-08-2015 | Hitnotering: 30-05-2015 tot 22-08-2015 | Hitnotering: 30-05-2015 tot 22-08-2015 | Hitnotering: 30-05-2015 tot 22-08-2015 | Hitnotering: 30-05-2015 tot 22-08-2015 | Hitnotering: 30-05-2015 tot 22-08-2015 | Hitnotering: 30-05-2015 tot 22-08-2015 | Hitnotering: 30-05-2015 tot 22-08-2015 | Hitnotering: 30-05-2015 tot 22-08-2015 | Hitnotering: 30-05-2015 tot 22-08-2015 | Hitnotering: 30-05-2015 tot 22-08-2015 |
| Week:                                  | 1                                      | 2                                      | 3                                      | 4                                      | 5                                      | 6                                      | 7                                      | 8                                      | 9                                      | 10                                     | 11                                     | 12                                     | 13                                     |                                        |
| -------------------------------------- | -------------------------------------- | -------------------------------------- | -------------------------------------- | -------------------------------------- | -------------------------------------- | -------------------------------------- | -------------------------------------- | -------------------------------------- | -------------------------------------- | -------------------------------------- | -------------------------------------- | -------------------------------------- | -------------------------------------- | -------------------------------------- |
| Positie:                               | 1                                      | 1                                      | 1                                      | 1                                      | 2                                      | 5                                      | 6                                      | 10                                     | 10                                     | 20                                     | 32                                     | 35                                     | 49                                     | uit                                    |

| 1  | 2  | 3  |     |
| -- | -- | -- | --- |
| 26 | 48 | 95 | uit |

| 1  | 2   |     | 3   |     |
| -- | --- | --- | --- | --- |
| 85 | 127 | uit | 192 | uit |

| 1  | 2 | 3  | 4  | 5  | 6  | 7  | 8  |     |
| -- | - | -- | -- | -- | -- | -- | -- | --- |
| 50 | 2 | 12 | 17 | 34 | 39 | 53 | 63 | uit |

| 1  | 2  | 3  | 4  | 5  | 6  |     |
| -- | -- | -- | -- | -- | -- | --- |
| 25 | 12 | 21 | 43 | 50 | 91 | uit |

| 1  |     |
| -- | --- |
| 34 | uit |